# 아니타 커
아니타 진 커(혼전성 그릴리(Grilli), 영어: Anita Jean Kerr, 1927년 10월 13일 ~ 2022년 10월 10일)는 미국의 가수, 작곡가, 지휘자, 피아니스트, 음악 프로듀서이다. 내시빌, 로스엔젤레스, 유럽에서 보컬 하모니 그룹들과 함께 레코딩하고 공연하였다.

## 아니타 커 싱어스
아니타 커 싱어스(The Anita Kerr Singers)는 라이트 터치의 세련된 코러스이다. 1965년과 1966년에 계속하여 레코드의 아카데미상이라고 할 수 있는 그래미상의 최우수 보컬 그룹상을 수상하였다. 리더인 아니타 커는 테네시주 멤피스 출신의 여류 음악가로 피아니스트, 편곡자, 레코드 제작자로서 모던 컨트리 계통의 레코드를 제작하였다. 1949년에 테너의 질 라이트와 듀엣 팀을 만든 것이 이 싱어스의 모체가 되었다. 1955년에 알토의 두티 디라드, 1956년에 바리톤의 루이 난리가 가입하였다. 쿼텟으로 아서 고드프리의 텔레비전 프로 '탤런트 스카우트 쇼'에서 우승함으로써 유명해졌다.